# Pallamano Guerriere Malo
La Pallamano Guerriere Malo è una società italiana di pallamano femminile con sede a Malo, in provincia di Vicenza.

## Storia
La società viene fondata nel 2011 a seguito di una scissione dalla principale società di pallamano maschile di Malo l'Handball Malo. 
Le Guerriere Malo, società che si occupa esclusivamente del settore femminile, ha vinto due Scudetti Under-14 nel 2014 e nel 2015 e uno Scudetto Under-12 nel 2017. Altri due titoli Under-14 sono stati vinti nel 2008 e nel 2011, quando ancora la sezione femminile era di proprietà dell'Handball Malo.
Nella stagione 2020-2021 ha partecipato per la prima volta nella sua storia al massimo campionato italiano, classificandosi all'ottavo posto e ottenendo una salvezza tranquilla.

## Organico 2021-2022
| N° | Naz.                 | Ruolo | Sportivo                 | Anno |  |  |
| -- | -------------------- | ----- | ------------------------ | ---- |  |  |
| 16 | Bulgaria (bandiera)  | P     | Ivon Dyulgerova          | 2001 |  |  |
| 90 | Italia (bandiera)    | P     | Giulia Zambon            | 2003 |  |  |
| 98 | Italia (bandiera)    | P     | Giulia Pretto            | 2001 |  |  |
| 2  | Italia (bandiera)    | A     | Stefania Alfonzo         | 2002 |  |  |
| 3  | Italia (bandiera)    | A     | Gaia Lapo                | 2004 |  |  |
| 7  | Italia (bandiera)    | T     | Giorgia Dalle Fusine     | 2000 |  |  |
| 9  | Italia (bandiera)    | PV    | Arianna Peruzzo          | 1999 |  |  |
| 10 | Italia (bandiera)    | T     | Vanessa De Zen           | 2003 |  |  |
| 11 | Italia (bandiera)    | T     | Andrea Caretta           | 1993 |  |  |
| 13 | Italia (bandiera)    | PV    | Melanie Young            | 2002 |  |  |
| 14 | Italia (bandiera)    | A     | Francesca Faccin         | 2001 |  |  |
| 15 | Italia (bandiera)    | T     | Ilaria Lain              | 2000 |  |  |
| 17 | Italia (bandiera)    | T     | Anna Pozzer              | 2001 |  |  |
| 18 | Serbia (bandiera)    | A     | Jovana Biševac           | 1997 |  |  |
| 21 | Moldavia (bandiera)  | PV    | Nina Buhna               | 2000 |  |  |
| 22 | Italia (bandiera)    | PV    | Marta Pozzer             | 1995 |  |  |
| 27 | Italia (bandiera)    | T     | Chiara Bernardelle       | 2001 |  |  |
| 31 | Argentina (bandiera) | T     | Sofía Rodríguez          | 1993 |  |  |
| 37 | Italia (bandiera)    | A     | Arianna Moretto          | 2004 |  |  |
| 77 | Argentina (bandiera) | T     | Micaela Agustina Barresi | 1993 |  |  |

## Palmarès

### Competizioni giovanili
- Campionato italiano U14: 2

2013-14, 2014-15
- Campionato italiano U12: 1

2016-17